# 인도차이나날다람쥐
인도차이나날다람쥐(Hylopetes phayrei)는 다람쥐과에 속하는 설치류이다. 중국과 라오스, 미얀마, 태국, 베트남에서 발견된다.

## 아종
- H. p. phayrei Blyth, 1859 - 미얀마, 태국, 베트남, 중국 광시 좡족 자치구와 구이저우성
- H. p. electilis G. M. Allen, 1925 - 중국 하이난성